# کمپارتاموس بانکو
کمپارتاموس بانکو (انگلیسی: Compartamos Banco) شرکت خدمات مالی و بانکداری مکزیکی است، که در سال ۱۹۷۵ تأسیس شد.